# Simone Brändli
Pour les articles homonymes, voir Brändli.
Simone Brändli née Simone Benz, le 27 décembre 1980 à Horgen, est une triathlète suisse professionnelle, vainqueur sur triathlon Ironman en 2011 et 2014.

## Biographie
Simone Brändli ne pratique que la natation avant de débuter en triathlon en 2010. Elle commence dans l'équipe du champion de duathlon et entraineur Olivier Bernhard.
Elle s'engage principalement sur des compétitions de triathlon de moyenne et longue distance et connait son premier succès sur Ironman en novembre 1991 au Mexique. En décembre de cette même année elle est sélectionnée dans l'équipe suisse de triathlon longue distance, elle est également honorée par la municipalité de sa ville natale comme personnalité sportive de l'année.
Depuis 2013, elle fait partie de l'équipe Erdinger et est entrainée par Susanne Buckenlei. En avril 2014, grâce à sa victoire sur l'Ironman Port Elizabeth en Afrique du Sud, elle se qualifie pour le championnat du monde à Kona en octobre, elle termine à la 13e place  de la compétition et établit le deuxième meilleur temps pour une triathlète suisse.
Engagée comme première avocate générale au Ministère public pour les districts Höfe et Einsiedeln en 2016, elle annonce la fin de sa carrière professionnelle afin de se consacrer à son métier qui ne lui laisse pas le temps nécessaire à un entrainement de niveau professionnel. Après ne nombreux succès sur le circuit professionnel, elle quitte le celui-ci sans abandonner le sport pour autant.
Simone Brändli est avec Caroline Steffen et Daniela Ryf une des trois triathlètes féminines suisses à être passée sous la barre des neuf heures (sub-nine), lors d'une compétition de triathlon sur distance Ironman.

## Palmarès
Le tableau présente les résultats les plus significatifs (podium) obtenus sur le circuit national et international de triathlon depuis 2011.
| Année | Compétition            | Pays           | Position           | Temps           |
| ----- | ---------------------- | -------------- | ------------------ | --------------- |
| 2015  | Challenge Phuket       | Thaïlande      | Médaille d'or      | 4 h 22 min 42 s |
| 2015  | Challenge Camsur       | Philippines    | Médaille d'or      | 4 h 17 min 42 s |
| 2015  | Challenge Walchsee     | Autriche       | Médaille d'or      | 4 h 17 min 46 s |
| 2014  | Ironman Afrique du Sud | Afrique du Sud | Médaille d'or      | 9 h 31 min 54 s |
| 2014  | Ironman Autriche       | Autriche       | Médaille d'argent  | 8 h 49 min 16 s |
| 2012  | Ironman Afrique du Sud | Afrique du Sud | Médaille d'argent  | 9 h 52 min 26 s |
| 2012  | Ironman Suisse         | Suisse         | Médaille de bronze | 9 h 30 min 58 s |
| 2011  | Ironman Mexique        | Mexique        | Médaille d'or      | 9 h 14 min 8 s  |